# 祖布湖
祖布湖（英語：Zub Lake），是南極洲的湖泊，位於毛德皇后地的阿斯特里德公主海岸，長0.8公里，處於席爾馬赫山地區，在1961年由蘇聯探險隊繪入地圖，現時由南極條約體系管理。